# Joseph-Éna Girouard
Joseph-Éna Girouard, né le 17 juin 1855 à Stanfold et mort le 2 décembre 1937 à Arthabaska, est un homme politique québécois.

## Hommages
La rue Girouard à Drummondville a été nommée en son honneur en 1901.